# Kelly Boone
Kelly Boone (Zoetermeer, 12 januari 1992) is een Nederlands schermster.

## Biografie
Boone komt uit op het onderdeel degen. Op dat wapen is zij negenvoudig Nederlands kampioen bij de Senioren (2013, 2014, 2015, 2016, 2017, 2018, 2019, 2021,2022).